# Douglas DC-8
Douglas DC-8 je linijski putnički avion s četiri mlazna motora. Proizvođen je od 1958. do 1972. godine. Iako je na tržište izašao poslije konkurentnog Boeinga 707 DC-8 je Douglasu osigurao jaku poziciju na tržištu linijskih putničkih aviona i zadržao je sve do 1972. kada na tržište izlaze avioni većeg dizajna kao što je npr. DC-10. Više stotina aviona DC-8 na kojima su ugrađeni noviji motori nalaze se i danas u uporabi kao teretni zrakoplovi. Usporedno, flota B-707 je gotovo cijela prizemljena do 2000. godine.

## Dizajn i razvoj
Douglas je potajno počeo izradu projekta za mlazni avion sredinom 1952. godine. Do sredine 1953. projekt je već poprimio oblik vrlo sličan završnom DC-8 avionu s 80 sjedišta kojeg pokreću četiri Pratt & Whitney JT3C mlazna motora, niskokrilcu s 30-stupanjskim strijela krilom i unutarnjim promjer kabine od 3,35 m. Maksimalna predviđena težina aviona je bila 95 tona, a dolet je procijenjen na negdje između 4.800 do 6.400 km. 
Douglas je i dalje bio ravnodušan o projektu mlaznog linijskog putničkog aviona, vjerujući u potpisivanje ugovora s Ratnim zrakoplovstvom SAD-a o izradi aviona-cisterne. U svibnju 1954., USAF prosljeđuje zahtjev za čak 800 avio-cisterni prema Boeingu, Douglasu, Convairu, Fairchildu, Lockheedu, i Martinu. Boeing je u tom trenutku bio samo dva mjeseca do prvog leta svog prototipa a samo četiri mjeseca nakon izdavanja zahtjeva "USAF" naručuje prvih 29 aviona KC-135 iz Boeinga. Donald Douglas je ostao zatečen brzinom odluke koja je po njihovom mišljenju bila donesena i prije završetaka njihove ponude a njihovi protesti u Washingtonu bili su bez uspjeha.
Kako je započeo DC-8 projekt i kao putničkog zrakoplova, Douglas je odlučio nastaviti njegovu izgradnju. Razgovori s kompanijama rezultirali su brojnim izmjenama na trupu aviona koji je proširen 380 mm kako bi se omogućio smještaj 6 sjedišta u jednom redu te je dodatno izdužen. To je dovelo i do potrebe za većom površinom krila i repa. Trošak programa bio je ogroman i u to vrijeme bio je najskuplji pothvat bilo koje vrste pokrenut u jednom poduzeću. Sam Donald Douglas osigurao je 450 milijuna dolara. 
DC-8 je službeno bio najavljen u srpnju 1955. godine. Ponuđene su četiri inačice temelje na istoj 45,9 m dugoj konstrukciji, razmahom krila 43 m ali s različitim motorima i kapacitetom spremnika za gorivo.  Maksimalna težina aviona bila je između 120 i 130 tona. Douglas je odlučno odbilo ponuditi trup aviona različitih veličina. Probni let je planiran za prosinac 1957. a ulaz u komercijalnu uporabu za 1959.

## Inačice

### Rani modeli
- DC-8 serija 10 Serija je izrađena za tržište SAD-a. Pokreću je JT3C-6 turbomlazni motori od 60,5 kN. Početni model ove serije DC-8-11 s visoko uzdignutim vrhovima krila naknadno su preinačeni u DC-8-12 standard. DC-8-12' opremljen je novim vrhovima krila i predkrilcima na napadnoj ivici krila između svake oplate motora. Predkrilca djeluju u obliku vratašca na gornjoj i donjoj površini napadne ivice, koja se otvaraju pri niskim brzinama leta a tijekom krstarenja su zatvorena. Maksimalna težina povećana je s 120 na 123 tone. Izrađeno je 28 aviona ove serije. Do izlaska serije -30 službena oznaka ove serije je bila "DC-8A".

- DC-8 Serija 20 S jačim JT4A-3 motorima od 70,8 kN avionima ove serije se maksimalna težina povećala na 125 tona. Izrađeno je 34 DC-8-20 aviona. Do izlaska serije -30 službena oznaka ove serije je bila "DC-8B".

- DC-8 Serija 30 Avioni ove serije predviđeni su za interkontinentalne letove. Tri modela opremljena su različitim motorima, za trećinu im je povećan kapacitet goriva, imaju ojačani trup i podvozje. DC-8-31 je dobio certifikat u ožujku 1960., ima ugrađene JT4A-9 motore od 75,2 kN i maksimalnu težinu od 136 tona. DC-8-32 je bio sličan model s dozvoljenih 140 tona maksimalne težine. DC-8-33 koji je izašao u studenom 1960. dobio je još jače JT4A-11 motore od 78,4 kN, modificiran je mehanizam zakrilaca koja se sad mogu spustiti i za 1,5 stupanj s čime se postiže efikasnija putna brzina, ima snažnije podvozje a maksimalna težina mu je 143 tone. Mnogi -31 i -32 DC-8 bili su naknadno modificirani prema ovom modelu. Izrađeno je ukupno 57 DC-8-30 aviona.

- DC-8 Serija 40 Na ovoj seriji su se po prvi puta na jednom linijskom putničkom avionu na svijetu pojavili turbofen-motori. Serija -40 je u suštini ista kao -30 ali sa 78,4 kN turbofen Rolls-Royce Conway motorima avioni su efikasniji, proizvode manje buke i manje dima. Serija -40 ipak nije dala očekivanu prodaju ponajviše radi otpora za kupnju stranih proizvoda i još više, jer se očekivao izlazak JT3D turbofen motora u 1961. godini. Na modelima DC-8-41 i DC-8-42 povećala se maksimalna težina na 136 i 140 tona. DC-8-43 je zakrilca mogao postaviti i na 1,5 stupnja (u usporedbi s modelom -33) a 4% povećane napadne ivice krila omogućile su ugradnju malih spremnika za gorivo kao i značajno smanjenje čeonog otpora. S novim oblikom krila dolet se povećao za 8%, kapacitet uzgona za 3 tone a brzina krstarenja povećana je za 19 km/h. Izrađeno je ukupno 32 DC-8-40 aviona.

- DC-8 Serija 50 Najkraća je inačica DC-8 s istim JT3D motorima koji pokreću veliku većinu 707. Mnogo ranije izrađenih DC-8 preinačeni su na ovaj standard. Modeli DC-8-51, DC-8-52 i DC-8-53 imaju motore JT3D-1 sa 76,1 kN ili JT3D-3B motore s 80,6 kN a razlika se očituje uglavnom u maksimalnoj težini: 126, 138 i 142 tona. Model DC-8-55 izašao je u lipnju 1964. godine zadržavši JT3D-3B motore. Imao je ojačanu strukturu kao i na teretnoj inačici a maksimalna težina bila je 147 tona. Izrađeno je ukupno 88 DC-8-50s aviona.

- DC-8 Jet Trader U svibnju 1961. Douglas je odobrio razvoj ove teretne inačice koja se bazira na seriji-50. Originalni plan bio je pregraditi prve dvije trećine kabine za teret a zadnji dio ostaviti s 54 sjedišta ali se ipak odlučilo za praktičniji model: korištenje pomične pregrade s čime se moglo birati između 25 i 114 sjedala a ostatak je bio odvojen za teret. Velika teretna vrata ugrađena su na prednji dio trupa, pod kabine je dodatno ojačan a zadnja pregrada dijela kabine pod tlakom je pomaknuta gotovo 2 m kako bi se osiguralo više prostora. Ponuđena je bila i opcija bez kabinskih prozora. DC-8F-54 je imao MTOW od 143 tone a DC-8F-55 147 tona. Oba modela koriste motore JT3D-3B od 80,6 kN.

### "Super šezdeset"
- DC-8 Serija 61 je osmišljen za veću nosivost na kraćim relacijama. Avion je imao ista krila i motore kao serija -53. Nakon odluke za preinaku trup je produžen za 6 m ispred krila i za 5 metara iza krila te je ukupna dužina bila 57 m što je zrakoplovu davalo vrlo dugi, jedinstveni izgled. Sile koje djeluju na savijanje zahtijevale su dodatna ojačanja strukture. Osnovni dizajn DC-8 već je bio dovoljan za jedno trećinsko povećanje veličine kabine bez zahtjeva za veći razmak podvozja. Avion je dobio certifikat u rujnu 1966., mogao je povesti 210 putnika (do 269 u zbijenoj konfiguraciji sjedišta). Izrađeno je ukupno 88 aviona.

- DC-8 Serija 62 Avion namijenjen za veliki dolet slijedi u travnju 1967. Trup je dodatno produžen za 2 m, na avion su ugrađivani jači JT3D-7 motori te je napravljen veliki broj modifikacija. Vrhovi krila produženi su za jedan metar s čime se povećala količina goriva, redizajnirani su nosači motora i njihove obloge, sve u cilju smanjenja otpora. Neznatno teži od serije -53 ili -61, avion je imao MTOW od 151 tonu, mogao je prevesti 159 putnika a dolet mu je s maksimalnim korisnim teretom bio 9.600 km.  Izrađeno je ukupno 67 aviona.

- DC-8 Serija 63 Završna inačica koja je u redovni servis ušla u lipnju 1968. godine. Kombinacija je prijašnjih aerodinamičkih poboljšanja, povećanja količine goriva na seriji -62, produženja trupa na seriji -61. Ugradnjom turbofen motora JT3D-7 od 85 kN MTOW se popeo gotovo na 159 tona a dolet s maksimalnim korisnim teretom iznosio je 7.600 km. Izrađeno je ukupno 107 aviona a malo više od polovice njih završili su kao teretne inačice.

### "Super sedamdeset"
- DC-8-72 i DC-8-73 Neposredna pretvorba serija -62 i -63 s novim turbofen CFM56-2 motorima od 98,5 kN ugrađenih u novom kućištu izrađenom u Grummanu. DC-8-71 rađen je kao modifikacija -61 serije te je bilo potrebno znatno više modifikacija. Maksimalna težine uzlijetanja ostala je ista, ali je došlo do smanjenja korisnog tereta radi ugradnje težih motora. Sva tri modela su certificirana 1982. godine. Ukupno 110 aviona iz serije -60 su preinačena na ovaj standard a program je ugašen 1988. godine.

## Usporedba
|                       | DC-8-32                           | DC-8-63CF                      |
| --------------------- | --------------------------------- | ------------------------------ |
| Posada                | Tri                               | Tri                            |
| Putnici               | 176 (ekonomska) 124 (mix)         | 259 (ekonomska) 180 (mix)      |
| Dužina                | 45,87 m                           | 57,10 m                        |
| Razmah krila          | 43,41 m                           | 45,24 m                        |
| Visina                | 13,21 m                           | 13,11 m                        |
| promjer trupa         | 3,73 m                            | 3,73 m                         |
| Površina krila        | 257,4 m²                          | 271,9 m²                       |
| Težina praznog aviona | 60.800 kg                         | 66.360 kg                      |
| MTOW                  | 140.600 kg                        | 161.000 kg                     |
| Motori (4x)           | JT4A-9 turbomlazni, 74,7 kN svaki | JT3D-7 turbofen, 84.5 kN svaki |
| Najveća putna brzina  | 946 km/h                          | 959 km/h                       |
| Dolet                 | 7.410 km                          | 3.445 km                       |

## Vanjske poveznice
- DC-8 boeing.com
- Douglas DC-8-10/20/30/40/50 airliners.net
- DC-8 aerospaceweb.org
- DC-8 zap16.com
- DC-8 foto galerija - logbookmag.com   Arhivirana inačica izvorne stranice od 16. prosinca 2007. (Wayback Machine)